# SYSTRAN
Systran (Eigenschreibweise SYSTRAN für SYStem TRANslation) ist ein Softwaresystem zur maschinellen Übersetzung, das in den 1960er Jahren von Peter Toma entwickelt und seitdem vielfach erweitert wurde. Systran wird von dem gleichnamigen Unternehmen weiterentwickelt und vermarktet. Systran-Software wurde im Laufe der Zeit von der United States Air Force, der NASA, der Europäischen Kommission und Online-Diensten wie Babel Fish und Google genutzt.

## Geschichte
Der gebürtige Ungar Peter Toma begann 1956 am California Institute of Technology, auf einer Datatron 205, dem ersten Computer des Instituts, Software zur maschinellen Übersetzung vom Russischen ins Englische zu entwickeln. Später arbeitete er an der Georgetown University, wo das System Serna entstand, das ebenfalls russische Texte ins Englische übersetzte. 1962 gründete Toma sein eigenes Unternehmen, das die Systeme Autotran und Technotran schuf, spezialisiert auf russisch-englische Übersetzungen in den Bereichen Atomenergie und Medizin.
Mitte der 1960er Jahre arbeitete Toma in Deutschland, wo er mit Unterstützung der Deutschen Forschungsgemeinschaft auf IBM 360 Computern den Prototyp von Systran programmierte.
1968 gründete Toma in La Jolla, Kalifornien, das Unternehmen Latsec, das Systran für die United States Air Force entwickelte. Auf der Wright-Patterson Air Force Base in Ohio wurden wissenschaftliche und technische russische Dokumente ins Englische übersetzt. Mitte der 1970er Jahre wurde Systran von der NASA im Rahmen des in Partnerschaft mit der Sowjetunion betriebenen Apollo-Sojus-Test-Projekts eingesetzt.
1975 begann die Europäische Kommission, Systran als automatisches Übersetzungssystem zu nutzen. Dazu wurde ein Vertrag mit Tomas neuer Firma World Translation Center (WTC) geschlossen. Der Übersetzungsdienst der Kommission entwickelte für Systran zahlreiche Übersetzungssysteme zwischen den verschiedenen Sprachen der späteren EU (damals Europäische Gemeinschaften).
1986 fand die World Systran Conference in Luxemburg statt, organisiert von der Europäischen Kommission. Im gleichen Jahr erwarb der französische Unternehmer Jean Gachot Tomas Firmen World Translation Center und Latsec sowie das deutsche Systran Institut. Gachot vereinfachte die Firmenstruktur und gründete 1989 das Unternehmen Systran S.A., Kopf der internationalen Systran-Gruppe.
2014 wurde Systran vom koreanischen Unternehmen CSLi aufgekauft, das daraufhin seinen Namen in Systran International änderte. Ab 2020 war Systran vollständig in koreanischem Besitz (STIC Investments hielt 51 Prozent der Anteile; SoftBank Korea, Korea Investment Partners, und Korea Investment Securities besaßen gemeinsam 42 Prozent und LlsoLlu hielt die verbleibenden 7 Prozent). Im Januar 2024 wurde Systran vollständig von dem französischen Unternehmen ChapsVision übernommen.